# Knuckleball

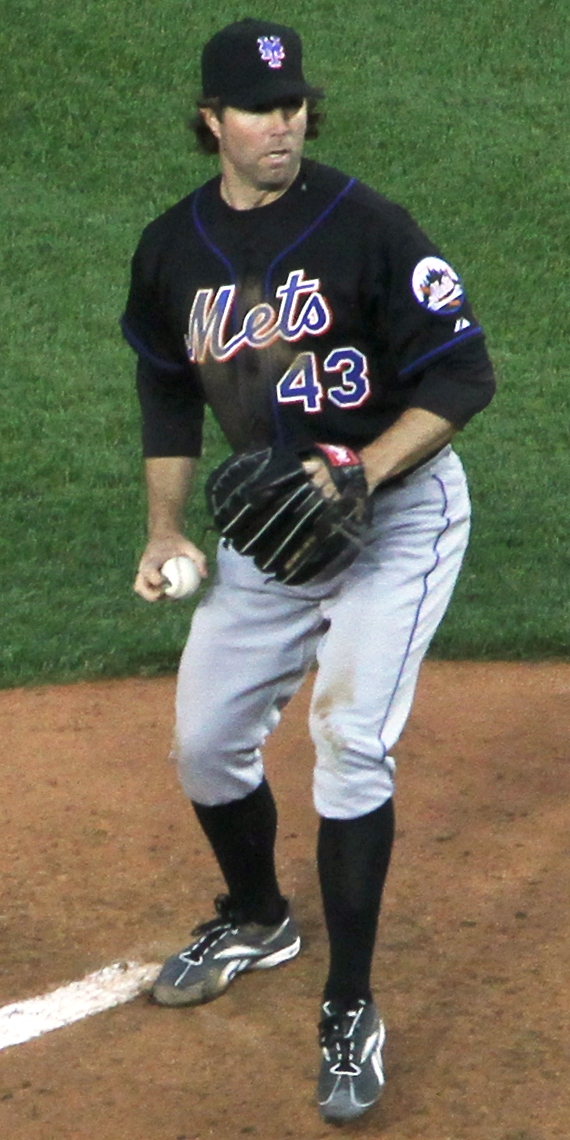
R.A. Dickey var 2012 den enda pitchern i Major League Baseball (MLB) som kastade en knuckleball som huvudsakligt kast.

Knuckleball är en typ av kast som en pitcher i baseboll använder för att försvåra för slagmannen att träffa bollen.
Knuckleball-pitchern använder ett speciellt grepp om bollen med knogarna för att ge bollen så litet rotation som möjligt (helst ingen alls) i sin bana fram till slagmannen. En projektil utan rotation får ingen jämn eller förutsägbar bana och blir därmed mycket svår för slagmannen att hantera. Å andra sidan är det även för pitchern svårt att kontrollera kastet tillräckligt för att vara säker på att det ska passera strikezonen. Även för catchern och domaren utgör knuckleball-kast en utmaning.

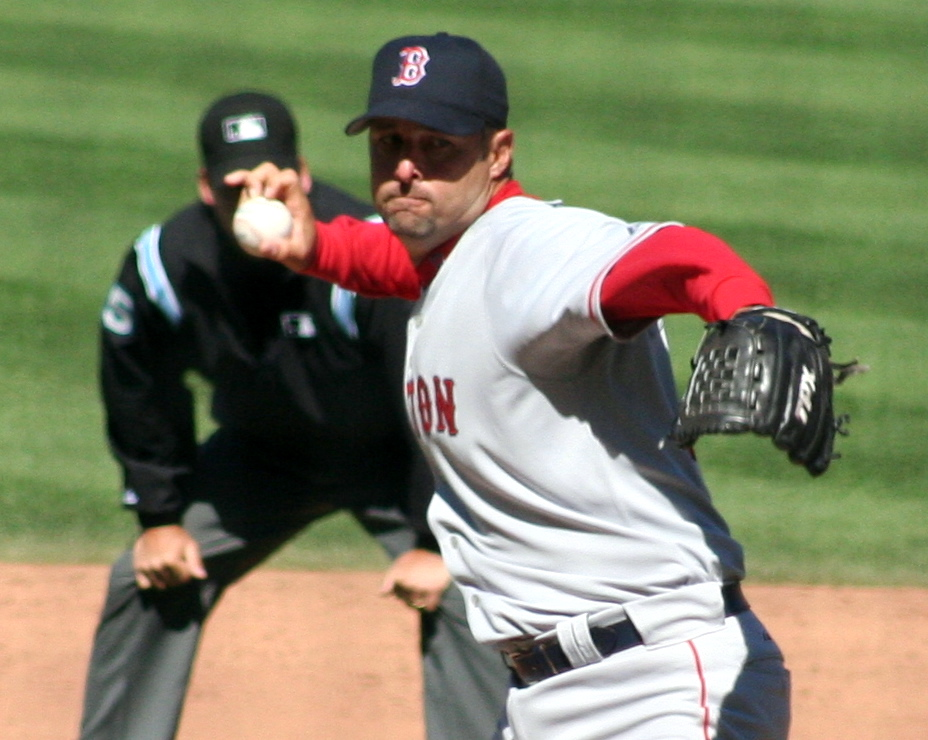
Tim Wakefield kastar en knuckleball för Boston Red Sox 2006.

En fördel med att kasta en knuckleball är att bollen kastas i lägre hastighet och därmed med mindre kraft, vilket sliter mindre på kroppen. En knuckleball-pitcher kan allt annat lika därför räkna med en längre karriär än andra pitchers som ofta slutar på grund av skador. Det lägre kravet på kraft gjorde också att en kvinnlig knuckleball-pitcher, Eri Yoshida, som första kvinna kontrakterades av en proffsklubb i Japan i slutet av 2000-talet. Hon har även varit proffs i USA.
På nordamerikansk major league-nivå är det numera mycket ovanligt med knuckleball-pitchers. Som exempel kan nämnas att det 2012 fanns endast en sådan, R.A. Dickey. De mest kända genom tiderna är Phil Niekro, Hoyt Wilhelm, Tim Wakefield, Charlie Hough, Dickey, Eddie Cicotte, Wilbur Wood, Dutch Leonard, Joe Niekro och Tom Candiotti.